# Liste des compagnies aériennes au Vietnam
Il s'agit d'une liste de compagnies aériennes au Vietnam, approuvée par l'Administration de l'aviation civile du Vietnam (CAAV).

## Compagnies aériennes régulières
| Nom                | Image | IATA | OACI | Indicatif d'appel | Depuis | Remarques                                                                              |
| ------------------ | ----- | ---- | ---- | ----------------- | ------ | -------------------------------------------------------------------------------------- |
| Bamboo Airways     |       | QH   | BAV  | BAMBOU            | 2017   | Transporteur privé                                                                     |
| Hai Au Aviation    |       | HA   | HAI  | inconnu           | 2014   | Porte-hydravion                                                                        |
| Pacific Airlines   |       | BL   | PIC  | PACIFIC AIRLINES  | 2008   | Transporteur à bas prix, rebaptisé Pacific Airlines à Jetstar Pacific Airlines en 2008 |
| VietJet Air        |       | VJ   | VJC  | VIETJETAIR        | 2007   | Transporteur à bas prix                                                                |
| Vietnam Airlines   |       | VN   | HVN  | VIET NAM AIRLINES | 1989   | Transporteur national appartenant à l'État                                             |
| Vietravel Airlines |       | VU   | VAG  | VIETRAVEL AIR     | 2019   | Transporteur régional                                                                  |

## Compagnies aériennes charter
| Nom                                  | Image | IATA | OACI | Indicatif d'appel  | Depuis | Remarques |
| ------------------------------------ | ----- | ---- | ---- | ------------------ | ------ | --- |
| Vietnam Air Services Company (VASCO) |       | 0V   | VFC  | VASCO AIR          | 1993   | Transporteur charter, filiale de Vietnam Airlines, vol de passagers indépendant officiellement lancé en 2004       |
| Vietnam Helicopter Corporation       |       |      |      | VIETNAM HELICOPTER |        | Porte-hélicoptère charter                                                                                          |
| Vietstar Airlines                    | [ 2 ] |      | VSM  | VIETSTAR           | 2010   | Formé par l'armée de l'air vietnamienne. L'AOC a appliqué en 2016. S'attend à démarrer les opérations PAX en 2021. |

## Voir également
- Liste des anciennes compagnies aériennes du Vietnam
- Liste des aéroports au Vietnam
- Liste des anciennes compagnies aériennes d'Asie

- Liste des compagnies aériennes
- Liste des compagnies aériennes en Asie
- Compagnies aériennes interdites d'exploitation dans l'Union européenne
- Liste des compagnies aériennes disparues en Asie
- Liste des compagnies aériennes en Europe